# Paramentik (Neuendettelsau)

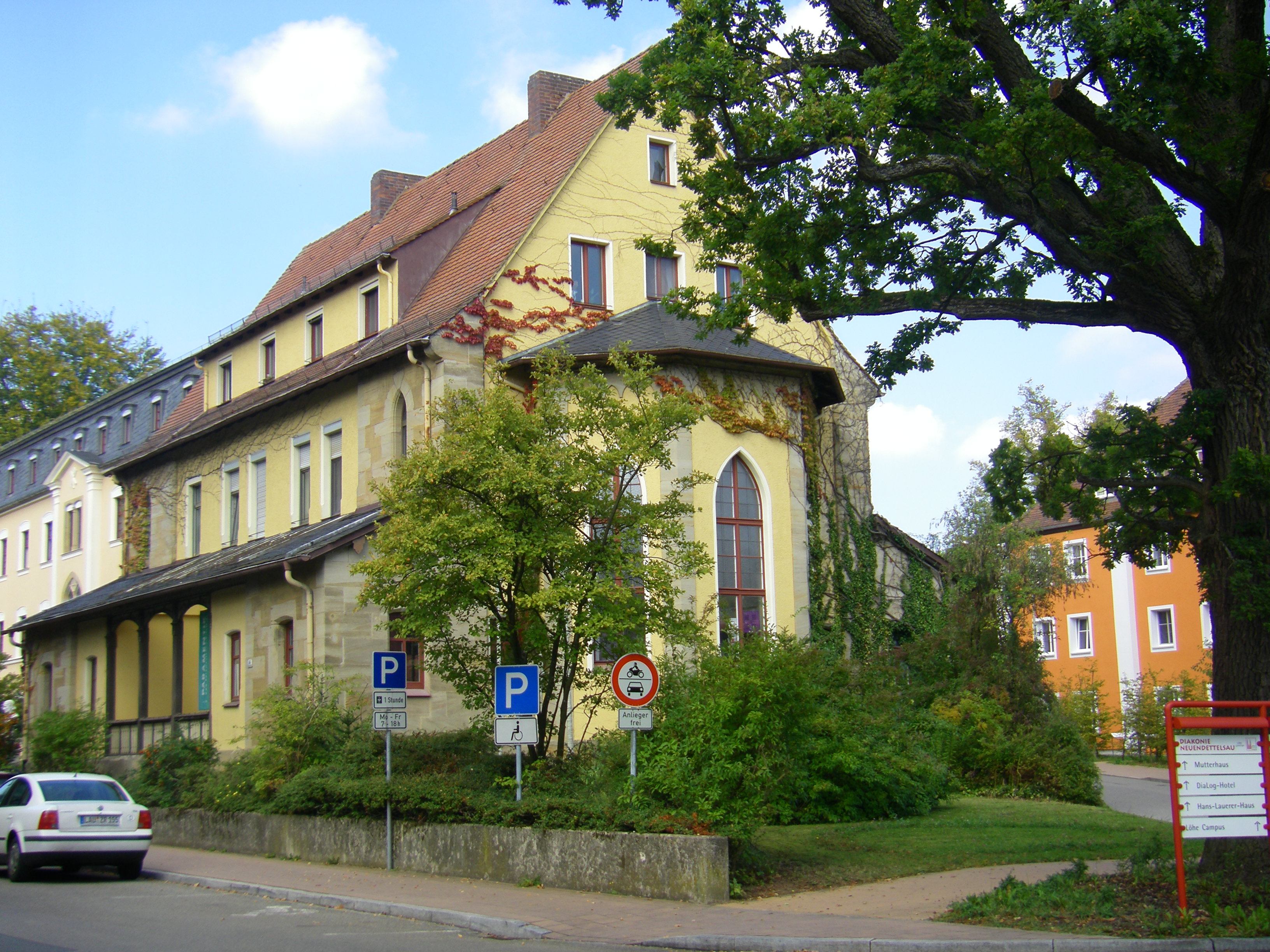
Paramentik, Ost- und Südseite

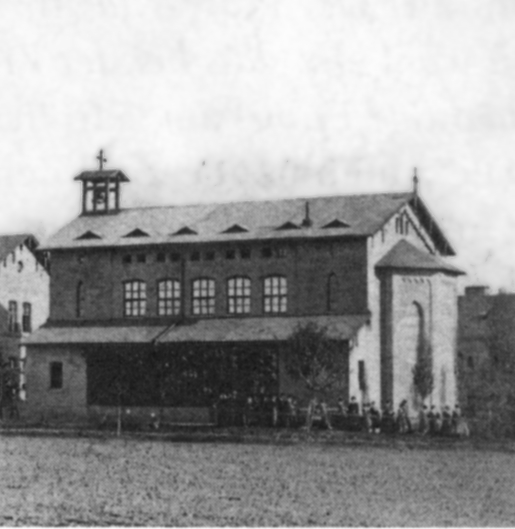
Paramentik, damals noch Betsaal (um 1865)

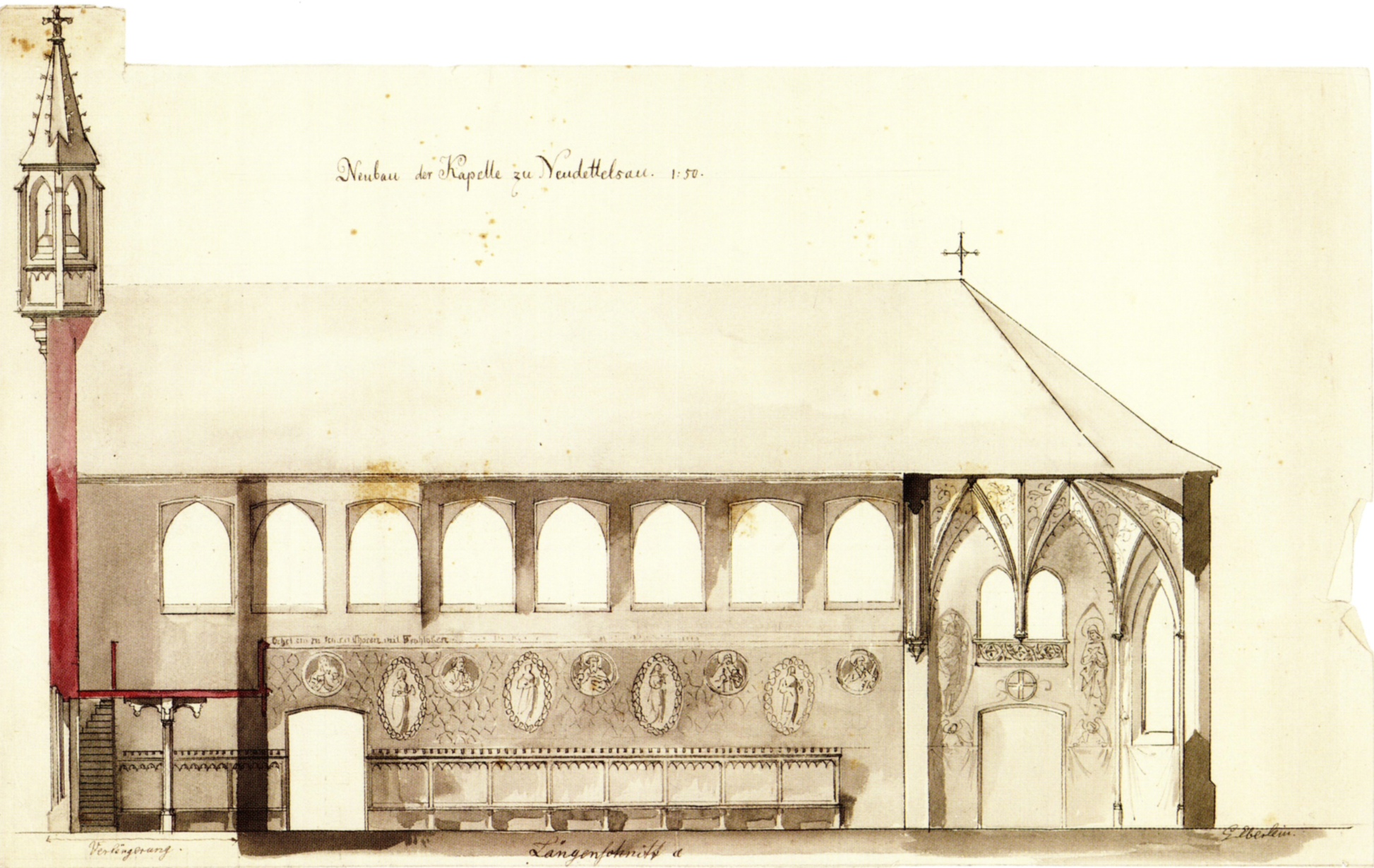
Entwurf von Georg Eberlein, der eine Erweiterung an der Westseite vorsah

Die Paramentik ist ein denkmalgeschütztes Gebäude in Neuendettelsau. Es ist Haus Nr. 14 der Wilhelm-Löhe-Straße.

## Geschichtliches
Anfangs nahmen die Neuendettelsauer Diakonissen am Sonntagsgottesdienst der Nikolaikirche teil und hielten die Andachten im Betraum des Mutterhauses. In kürzester Zeit gab es aber so viele Diakonissen, dass an eine Erweiterung der Nikolaikirche gedacht werden musste, was aber von der Bevölkerung, die dafür Hand- und Spanndienste zu leisten gehabt hätte, abgelehnt wurde. So kam es zum Neubau eines Betsaals, für den am 20. August 1858 der Grundstein gelegt wurde. Am 25. Dezember 1859 konnte in dem Haus, das 250 Sitzplätze hatte, die erste Weihnachtsandacht gefeiert werden. Am 5. Mai 1860 erhielt man schließlich die kirchenregimentliche Erlaubnis, auch Hauptgottesdienste feiern zu dürfen. Im selben Jahr konnte der Betsaal komplett fertiggestellt werden. Die Kosten beliefen sich auf 10.544 fl.
Da die Zahl der Diakonissen und der Heimbewohner stetig weiter wuchs, wurde auch der Betsaal zu klein, so dass an eine Erweiterung gedacht werden musste. Hierfür wurde 1881 der Nürnberger Baumeister Georg Eberlein beauftragt. Aufgrund der beengten Grundstücksverhältnisse konnte der Entwurf nicht umgesetzt werden. Anstelle der Erweiterung kam es 1887 zum Neubau einer Anstaltskirche auf einem unbebauten Grundstück. Das Bethaus erhielt im gleichen Jahr ein steileres Dach mit ausgebautem Dachgeschoss, das Dachreiterglockentürmchen wurde entfernt. Es wurde seitdem als Pflegehaus für Pensionärinnen genutzt. Gleichzeitig waren eine Apotheke und ein Stoff- und Buchladen untergebracht. 1917 siedelte schließlich die Paramentenwerkstatt vom Mutterhaus dorthin um.

## Baubeschreibung
Die Paramentik ist ein ursprünglich ein-, seit 1887 zweigeschossiger Satteldachbau mit Schleppgauben zur Nord- und Südseite aus Sandsteinquadern, der weitestgehend verputzt ist. Er enthält neugotische Stilelemente. An der Süd- und Nordseite schließen sich erdgeschossig seitenschiffartige Anbauten mit einem flacheren Dach an. Im Nordwesten gibt es einen zweigeschossigen Anbau mit Walmdach. Im Osten gibt es einen eingezogenen 5/8-Chor mit Putzgliederung, Ecklisenen und Stichbogenfenster zu allen Seiten. An der Westseite gibt es ein spitzbogiges, dreigliedriges Maßwerkfenster, am südlichen Anbau ein Stichbogenportal. Die Fenster sind fast durchgängig rechteckig, es gibt lediglich eine Achse von Spitzbogenfenstern an der Nord- und Südseite in der Nähe des Choranbaus.
Als die Paramentik noch als Betsaal genutzt wurde, hatte sie einen einschiffigen Saal mit eingezogener flacher Holzdecke auf der Höhe des ersten Stockwerks. An der Süd- und Nordseite gab es ursprünglich fünf Achsen von Stichbogenfenstern. An der Ostseite führte eine flache Treppe zum Chor, der durch eine Spitzbogenarkade mit dem Saal verbunden war. Seit 1869 gab es dort einen massiven Mensaaltar aus Sandstein, der dem Altar der Marburger Elisabethkirche nachempfunden war. Auf diesem stand ein siebenarmiger Leuchter, der sich heute im Chor der Laurentiuskirche befindet. 1876 kam es zu einer Umgestaltung: Ein Rundfenster wurde an der Südseite in den Chor eingebrochen und die Wandflächen mit Dekorationsmalerei geschmückt.